# Arcis-sur-Aube
Arcis-sur-Aube je francouzská obec v departementu Aube v regionu Grand Est. V roce 2011 zde žilo 2 988 obyvatel. Je centrem kantonu Arcis-sur-Aube.

## Sousední obce
Le Chêne, Nozay, Ormes, Saint-Étienne-sous-Barbuise, Torcy-le-Grand, Villette-sur-Aube